# Richard A. Webb
Richard A. Webb (* 10. September 1946 in Los Angeles, Kalifornien; † 23. Januar 2016) war ein US-amerikanischer Festkörperphysiker.
Webb studierte an der University of California, Berkeley, mit dem Bachelor-Abschluss 1968 und an der University of California, San Diego (UCSD), mit dem Master-Abschluss 1970 und der Promotion 1973. Danach blieb er zunächst als Post-Doktorand zwei Jahre an der UCSD, war 1975 bis 1978 am Argonne National Laboratory und ab 1978 Physiker bei IBM am Thomas J. Watson Research Center. Ab 1993 war er Professor an der University of Maryland im Zentrum für Supraleiterforschung und seit 2004 Professor an der University of South Carolina (NanoCenter, John Palms Bicentennial Chair).
Er befasste sich in jüngerer Zeit mit Spintronik und magnetoresistiven Effekten, der Untersuchung von Dekohärenz und Hochfrequenzeigenschaften in mesoskopischen Systemen und Entwicklung von Quantencomputer-Techniken mit gekoppelten Elektronenspins.
1982 erhielt er einen IBM Outstanding Achievement Award für das Beobachten von makroskopischem Quantentunneln in Josephson-Kontakten und ebenso 1987 (für die Beobachtung des Aharonov-Bohm-Effekts in ungeordneten Metalldrähten und Metallringen) und 1984 (für die Beobachtung von eindimensionalem Mott variable range Hopping in Silizium-MOSFETs).
1985 wurde er Fellow der American Physical Society. 1992 erhielt er den Oliver E. Buckley Condensed Matter Prize. 1996 wurde er Mitglied der National Academy of Sciences, 1998 der American Academy of Arts and Sciences.